# Ein letzter Job
Ein letzter Job (Originaltitel King of Thieves) ist ein Kriminalfilm von James Marsh, der am 14. September 2018 in die Kinos im Vereinigten Königreich und am 25. April 2019 in die deutschen Kinos kam. Der Film beruht auf einer wahren Geschichte und einem Zeitungsartikel darüber, den Mark Seal in  der Zeitschrift Vanity Fair veröffentlichte.

## Handlung
Eine Gruppe Gauner im Pensionsalter knackt einen großen Tresorraum in Londons Schmuckviertel und erbeutet Goldbarren, Schmuck und Diamanten aus den Safefächern. Bei der Verteilung der Beute geraten die Gruppenmitglieder in Streit und hinterlassen dabei so deutliche Spuren, dass sie nach kurzer Zeit von der Polizei gefasst werden können. Nur dem jüngsten Mitglied Basil gelingt die Flucht ins Ausland.

## Hintergrund
Der Film beruht auf dem Zeitungsartikel mit dem Titel The Over the Hill Mob von Mark Seal, der in der Zeitschrift Vanity Fair veröffentlicht wurde. Darin beschreibt er einen Schmuckraub durch eine Gruppe von vielfach vorbestraften Rentnern im April 2015. Diese drangen durch einen Aufzugsschacht in das Gebäude der Hatton Garden Safe Deposit Company ein, bohrten mit schwerem Gerät 3 sich überschneidende Löcher durch eine 50 cm dicke Kellerwand der Schließfachanlage und entkamen zunächst mit umfangreicher Beute. Nach relativ kurzer Zeit wurden sie gefasst und verurteilt.

## Produktion

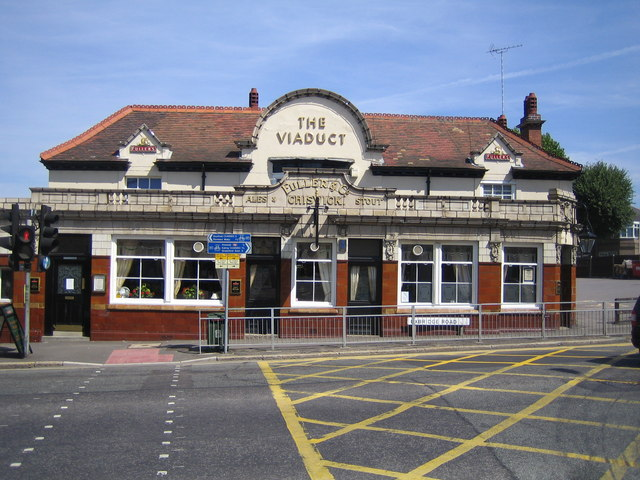
Im Pub The Viaduct in Hanwell drehte man am 29. und 30. Juni 2017

Die Geschichte wurde von Joe Penhall für den Film adaptiert. Regie führte James Marsh. Benjamin Wallfisch komponierte die Filmmusik.
Die Dreharbeiten fanden im Sommer 2017 in London statt, so im Pub The Viaduct in Hanwell in West London am 29. und 30. Juni 2017.
Am 14. September 2018 fand die Kinoveröffentlichung in den britischen und am 25. April 2019 in den deutschen Kinos statt. Bereits im Oktober 2018 wurde er bei den Hofer Filmtagen gezeigt.

## Rezeption

### Altersfreigabe
In den USA erhielt der Film von der MPAA ein R-Rating, was einer Freigabe ab 17 Jahren entspricht. In Deutschland wurde der Film von der FSK ab 12 Jahren freigegeben.

### Kritiken
Anke Westphal von epd Film erklärt, auch wenn Ein letzter Job vom Verleih als schwarzhumorige Kriminalkomödie beworben werde, handele es sich tatsächlich um ein recht geruhsam dramatisiertes, klassisches Heist-Movie mit eher realistischem Anstrich, in dem die Gags durchaus aufgesetzt und sogar deplatziert wirken, inklusive der Scherze über die fehlende digitale Affinität der Alten. „Selbst die fantastische Besetzung […] vermag den Film nicht herauszuheben aus seiner Unentschiedenheit in Ton und Inszenierung. Am ehesten vermag noch Michael Caines Brian zu interessieren: Nach dem plötzlichen Tod seiner Frau mangelt es ihm an Lebenssinn, den er im Raubüberfall wiederzufinden hofft“, so Westphal.

## Synchronisation
Die deutsche Synchronisation entstand nach einem Dialogbuch und der Dialogregie von Harald Wolff im Auftrag der TaunusFilm Synchron GmbH, Berlin.
| Darsteller      | Synchronsprecher  | Rolle                       |
| --------------- | ----------------- | --------------------------- |
| Michael Caine   | Jürgen Thormann   | Brian Reader                |
| Michael Gambon  | Otto Mellies      | Billy „The Fish“ Lincoln    |
| Jim Broadbent   | Freimut Götsch    | Terence „Terry“ Perkins     |
| Ray Winstone    | Douglas Welbat    | Danny Jones                 |
| Tom Courtenay   | Erich Ludwig      | John „Kenny“ Collins        |
| Charlie Cox     | Tim Knauer        | Basil                       |
| Paul Whitehouse | Lutz Schnell      | Carl Wood                   |
| Matt Bardock    | Thomas Schmuckert | Detective Inspektor Johnson |
| Francesca Annis | Katharina Koschny | Lynne Reader                |
| Kellie Shirley  | Andrea Cleven     | Terri Robinson              |